# Kościół poewangelicki w Olsztynku
Kościół poewangelicki – jeden z rejestrowanych zabytków miasta Olsztynka, w województwie warmińsko-mazurskim. Obecnie nie pełni już funkcji sakralnych, mieści się w nim galeria sztuki Muzeum Budownictwa Ludowego.

## Historia

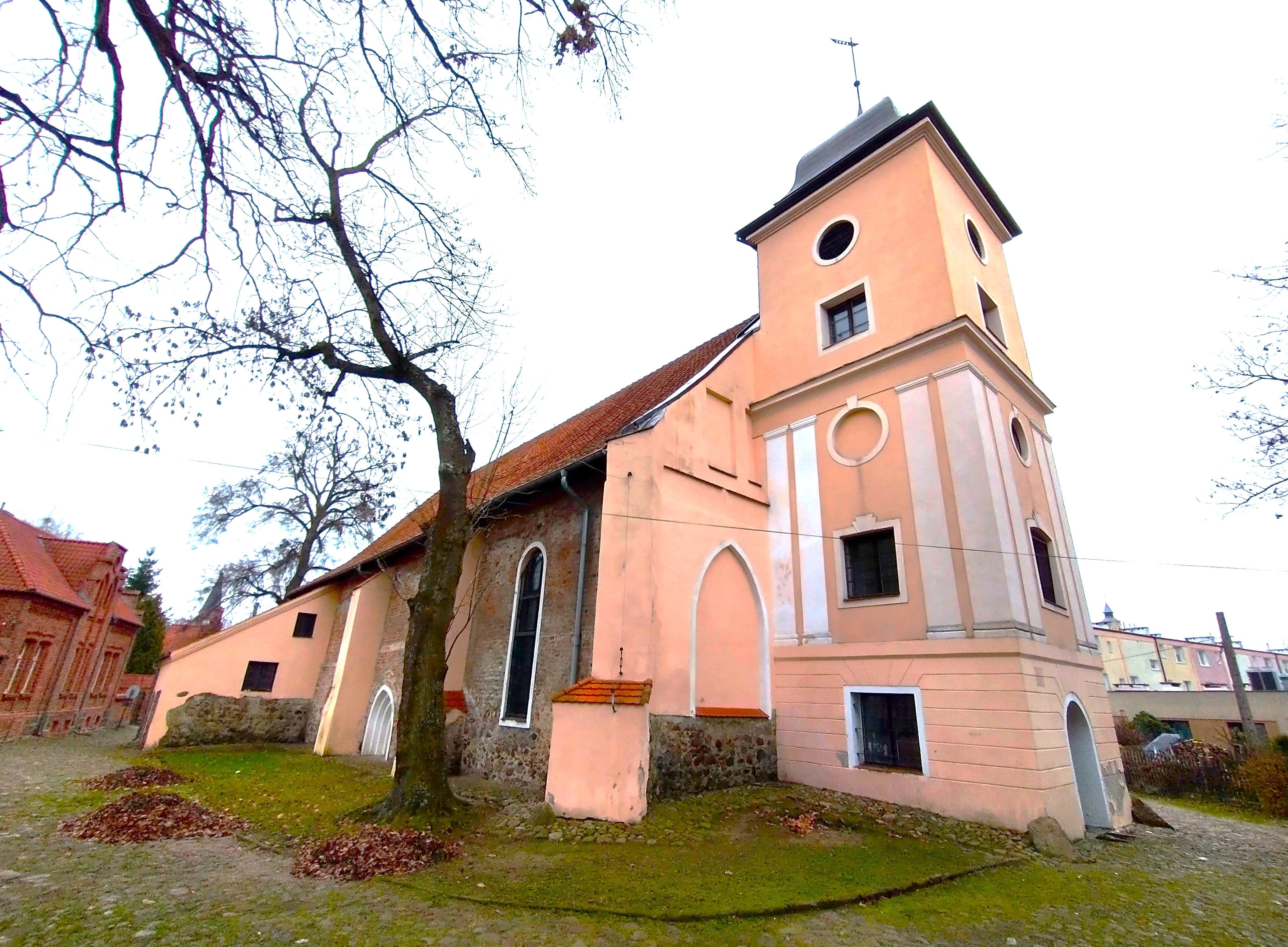
Wieża

Kościół został wybudowany w połowie XIV wieku. W 1359 roku świątynia była wymieniana ją jako siedziba parafii. W 1685 roku kościół został całkowicie zniszczony przez pożar. Podczas odbudowy w latach 1690-1691 otrzymał barokowy charakter. W 1710 roku, od strony północno-zachodniej, do korpusu świątyni została dobudowana wieża. Po kilkudziesięciu latach została ona rozebrana i w 1796 roku na jej miejscu została wybudowana obecna, z elewacją w stylu renesansowym. Po raz drugi świątynia została zniszczona w czasie pożaru miasta w 1804 roku. W kolejnych latach stopniowo została odbudowana. W 1880 roku wieża dzwonnicza została nakryta hełmem. W 1914 roku sklepienie kościoła zostało zniszczone. Po 1918 roku nawa główna została nakryta wysokim dachem o konstrukcji drewnianej. W 1933 roku świątynia została gruntownie wyremontowana, przebudowano wtedy wschodnią część oraz zmieniono wystrój wnętrza. Pod koniec II wojny światowej, w 1945 roku dach i całe wnętrze zostało zniszczone przez pożar, zniszczeniu uległa także górna część wieży. Odbudowa świątyni została przeprowadzona dopiero w latach 1974-1977. Jednak kościół nie został przywrócony dla celów religijnych, lecz został zaadaptowany na instytucję kultury. Obecnie mieści się w nim galeria sztuki Muzeum Budownictwa Ludowego.

## Architektura
Pierwotnie był to świątynia o jednej nawie, bez wieży i wyodrębnionego prezbiterium, zamknięty trójbocznie. Wybudowana została na rzucie prostokąta o wymiarach 31 x 11 m. Do budowy zostały użyte kamienie polne, w dolnych partiach oraz cegła ceramiczna na zaprawie wapiennej, w górnych. W późniejszym latach dach został podniesiony i została dostawiona wysoka wieża. Świątynia została otoczona również kamiennym murem. W takim kształcie kościół był częścią miejskiego założenia obronnego. Podczas odbudowy, przeprowadzonej w latach 1974-1977, nadano mu kształt długiej, niskiej, budowli z cegły, charakteryzującej się bieloną kruchtą przy elewacji południowej i niepozorną wieżą o neogotyckich elewacjach.